# Causse-Bégon
Causse-Bégon là một xã trong tỉnh Gard thuộc vùng Occitanie, phía nam nước Pháp. Xã Causse-Bégon nằm ở khu vực có độ cao trung bình 865 mét trên mực nước biển.